# Peljmeni
Peljmeni (rus. пельме́ни) — jelo od prijesnog tijesta punjeno mljevenim mesom ili ribom.

## Recept
Tijesto za peljmene se priprema od brašna, jaja i vode (rjeđe mlijeka). Nadjev klasičnih peljmena priprema se od govedine, ovčetine i svinjetine s dodatkom različitih začina, luka, ponekad češnjaka, može se koristiti također meso medvjeda, jelena, soba, guske, ribe, svinjsko salo, krumpir, kupus. V. Giljarovski u knjizi "Moskva i Moskovljani" spominje i rijetke voćne peljmene:
I evo su nekako osamdesetih godina došli iz Sibira najveći vlasnici rudnika zlata i objedovali na sibirski način kod Lopašova u toj istoj "izbi", a na meniju je pisalo: "Objed u taboru Jermaka Timofejeviča", i na njemu su bila napisana samo dva jela: prvo — predjelo i drugo — "sibirski peljmeni". Više nije bilo drugih jela, a za dvanaest osoba je bilo pripremljeno 2500 komada: i mesnih, i ribljih, i voćnih u ružičastom šampanjcu...
Peljmeni se čuvaju zamrznuti i pripremaju se neposredno prije jela. Stavljaju se u kipuću vodu ili u mesni, riblji ili povrtni buljon i kuhaju dok ne isplivaju, a zatim još 2-5 minuta. Jelo se poslužuje s različitim umacima, vrhnjem, maslacem, octom, senfom ili hrenom. Ponekad se peljmeni poslije kuhanja zapeku do zlatne korice ili se peku sirovi. Također se mogu poslužiti zajedno s buljonom u kojem su se kuhali, u obliku juhe. Prakticira se također pripremanje peljmena u keramičkoj posudi u pećnici.

## Podrijetlo i etimologija
U kuhinjama mnogih naroda postoje slična jela. Većinom su to ravijoli i tortelini u Italiji, na jugu Njemačke pripremaju se "Maultaschen", u Kini — jiaozi, baozi, wonton i shui yao (poznata riječ "dim sam", kojim se na Zapadu često nazivaju kineski peljmeni, zapravo su južnokineske zakuske općenito), u zapadnim oblastima Rusije - kolduni, u židovskoj kuhinji - kreplach, u kuhinjama naroda Srednje Azije, Kavkaza, Tibeta i Koreje također postoje slična jela: pozi, manti, hinkali, momo, mandu, tušpara, čučvara, djušbara, čošura.
Peljmene je posudilo sjevernorusko stanovništvo sredinom 2. tisućljeća n.e. u ljetopisnom "Permu" - preci Komi Permjaka i Komi Zirjana. Ruska riječ пельме́ни posuđena je iz jezika komi ("пельня́нь"), tj. "krušno uho": пель - uho i нянь - kruh. Riječ пельмени (također пельняни i dr.) prvo se pojavila u vjatskim, uralskim i u cijelosti u sjevernoruskim narječjima, te je otuda prešla u književni ruski jezik.

## Proizvodni standard

### Rusija
1. siječnja 2010. godine pojavila se kategorija proizvodnje mesnih poluproizvoda u ovojnici od tijesta. Proizvod kategorije A sadrži mljevenog mesa više od 80%, kategorije B - 60-80%, kategorije C - 40-60%, kategorije D - 20-40%, a kategorije E - manje od 20%. Ostali sastojci mogu biti soja, začini i čak pšenična krupica. Debljina tijesta nije veća od 2 mm, meso je sivo, a ne ružičasto. Zamrznuti peljmeni moraju biti pravilnog oblika, s čvrsto zatvorenim krajevima.

### Ukrajina
1. studenog 2007. godine stupio je na snagu novi ukrajinski standard proizvodnje mesnih poluproizvoda u ovojnici od tijesta. U takve proizvode se ubrajaju vareniki s mesom, kavkaski burek, manti, peljmeni, ravijoli i hinkali. Državni standard zahtijeva da sadržaj mljevenog mesa u peljmenima ne iznosi manje od 50%; sada taj pokazatelj iznosi 40% na 60% tijesta. U suprotnom slučaju taj se proizvod mora nazivati ravijolima.